# Ludwik Solski

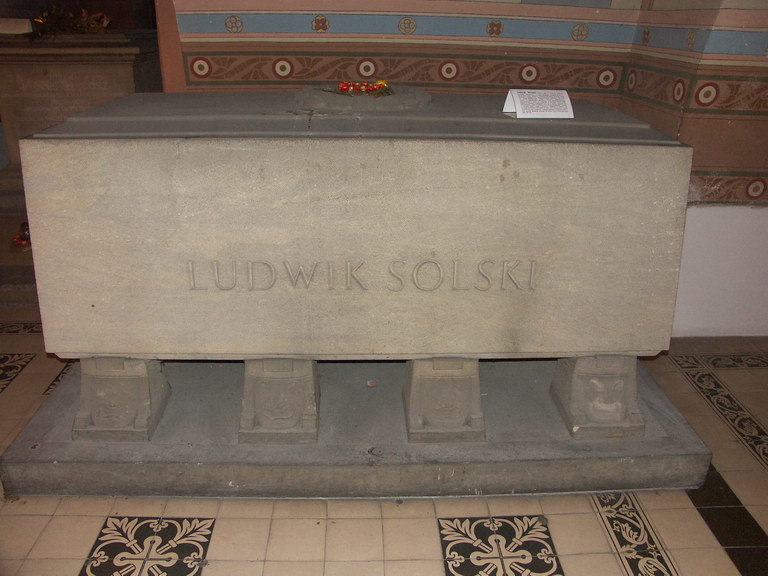
Tombe de Ludwik Solski à Cracovie.

Ludwik Solski né Ludwik Napoleon Karol Sosnowski à côté de Wieliczka le 20 janvier 1855 et mort à Cracovie le 19 décembre 1954, acteur, metteur en scène et directeur de théâtre polonais. 
Ludwik Solski suivit divers stages théâtraux à Cracovie. Anastazy Trapszo l'invite à Varsovie à rejoindre sa troupe qui se produit au Warsaw's garden theatre.
Ludwik Solski commença sa carrière de comédien en 1876. Il fut acteur toute sa vie et joua près d'une centaine de rôles. Son dernier rôle fut en 1954 dans une pièce du dramaturge et poète polonais Aleksander Fredro.
Il devint directeur du grand Théâtre Juliusz Słowacki de Cracovie. Il mit en scène la pièce "Fifi" d'Arnold Szyfman. 
En 1954, il reçut un doctorat honoris causa de l'université Jagellonne. La même année, il fut nommé directeur de l'École nationale de théâtre de Cracovie qui fut rebaptisée École nationale de théâtre Ludwik Solski après sa mort intervenue à la fin de l'année 1954.

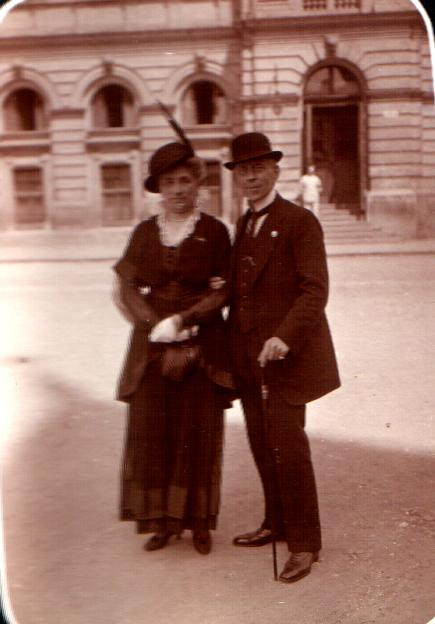
Ludwik Solski et sa femme en 1916.